# منحنى العروتين

منحنى العروتين لبرنولي وبؤرتيها

في الهندسة الجبرية، منحنى العُرْوَتين أو منحنى الأُنْشُوطة (بالإنجليزية: Lemniscate)‏ هو منحنى له شكل رقم ثمانية. تتضمن منحنيات ذات العروتين ثلاثة منحنيات تربيعية: منحنى بوث ذو عروتين، ومنحنى برنولي ذو عروتين [الإنجليزية]، ومنحنى جيرونو ذو عروتين [الإنجليزية]. تعود دراسة منحنيات ذات العروتين إلى اليونان القديمة، لكن مصطلح "lemniscate" ظهر لأول مرة في أعمال ياكوب برنولي.